# Arnel Amita
Arnel Abuloc Amita (* 10. Januar 1995 in Compostela Valley) ist ein philippinischer Fußballspieler, der hauptsächlich im Zentrum als zentraler Mittelfeldspieler eingesetzt wird.

## Karriere

### Klub
Die erste bekannte Karrierestation von Amita war in der ersten Jahreshälfte 2014 der Loyola FC, mit dem er in der United Football League spielte. Später im Jahr zog es  ihn weiter zu Manila Jeepney, wo er über mehrere Phasen bis Ende 2015 spielte und Anfang 2016 wieder zu Loyola zurückkehrte. Nach dem Ende der UFL kam er zum Start der neuen Philippines Football League beim Kaya FC unter. Hier bekam er erste Einsätze im AFC Cup und später auch in der AFC Champions League. In der Spielzeit 2022/23 gewann er mit dem Team die Meisterschaft und den Pokal.
Seit Januar 2024 steht er bei One Taguig unter Vertrag und ist seit Juni 2024 in den meisten Partien Mannschaftskapitän.

### Nationalmannschaft
Sein Debüt für die philippinische A-Nationalmannschaft gab Amita am 16. Juli 2022 bei einem 4:1-Freundschaftsspielsieg über Osttimor, bei dem er in der Startaufstellung stand und zur zweiten Halbzeit für Hikaru Minegishi ausgewechselt wurde.
Nach einem weiteren Freundschaftsspieleinsatz im Vorfeld der Südostasienmeisterschaft 2022 gehörte er auch zum Turnier-Kader und wurde jeweils immer eine Halbzeit eingesetzt. Bei der 2:3-Auftaktniederlage gegen Kambodscha bereitete er den 1:2-Anschlusstreffer in der 41. Minute von Kenshiro Daniels vor. Seit diesem Turnier kam es bislang zu keiner weiteren Nominierung Amitas für die Nationalmannschaft.